# Mikel Leshoure
Mikel Leshoure (Streator, 30 marzo 1990) è un giocatore di football americano statunitense che gioca nel ruolo di running back per i Detroit Lions della National Football League (NFL). Fu scelto nel corso del secondo giro (57º assoluto) del Draft NFL 2011 dai Lions. Al college ha giocato a football all'Università dell'Illinois.

## Carriera professionistica

### Detroit Lions
Jarrett fu scelto dai Detroit Lions nel corso del secondo giro del Draft 2011. A causa di un infortunio al tendine d'Achille subito in uno scontro in allenamento con Cliff Avril perse tutta la sua prima stagione. Debuttò come professionista partendo come titolare nella settimana 3 della stagione 2012 contro i Tennessee Titans in cui corse 100 yard e segnò un touchdown. Rimase il titolare fisso dei Lions per tutto il resto della stagione, correndo 798 yard e segnando 9 touchdown su corsa.

## Vittorie e premi
Nessuno

## Statistiche
| Partite totali      | 14  |
| Partite da titolare | 14  |
| Yard corse          | 798 |
| Touchdown           | 9   |

Statistiche aggiornate alla stagione 2012